# Cultures Nøstvet et Lihult
La culture Nøstvet (entre 6 200 et 3 200 ans AEC) et la culture Lihult sont deux cultures mésolithiques très similaires de la préhistoire scandinave, dérivées des cultures antérieures de Fosna-Hensbacka.

## Culture Nøstvet
Cette culture est dénommée d'après la ferme Nøstvet (no), dans la commune d'Ås (comté d'Akershus), en Norvège. Cette dénomination est l'équivalent norvégien de la culture archéologique qui s'appelle culture Lihult du côté suédois. 
On la trouve dans la région du fjord d'Oslo, mais également dans d’autres régions du sud de la Norvège, tant le long de la côte que dans les forêts et les montagnes de l'intérieur.

## Culture Lihult
Cette culture porte en Suède le nom de Lihult, lieu situé dans la paroisse de Skee (sv), municipalité de Strömstad, en Suède.